# Arquidiocese de Kupang
A Arquidiocese de Kupang (em latim: Archidiœcesis Kupangensis) é uma circunscrição eclesiástica da Igreja Católica situada em Cupão, Indonésia. Seu atual arcebispo é Hironimus Pakaenoni. Sua Sé é a Catedral do Cristo Rei de Kupang.
Possui 35 paróquias servidas por 152 padres, abrangendo uma população de 1 668 000 habitantes, com 11,9% da dessa população jurisdicionada batizada (198 000 católicos).

## História
A diocese de Kupang foi erigida em 13 de abril de 1967 com a bula Sanctorum Mater do Papa Paulo VI, tomando seu território da diocese de Atambua. Originalmente era sufragânea da Arquidiocese de Ende.
Em 25 de janeiro de 1982, a diocese foi expandida incorporando o Arquipélago de Alor, que pertencia à diocese de Larantuka.
Em 23 de outubro de 1989, foi elevada à categoria de arquidiocese metropolitana pela bula Quo aptius do Papa João Paulo II.

## Prelados
| #          | Nome                         | Período    | Notas      |
| Arcebispos | Arcebispos                   | Arcebispos | Arcebispos |
| ---------- | ---------------------------- | ---------- | ---------- |
| 3º         | Hironimus Pakaenoni          | 2024-      |            |
| 2º         | Peter Turang †               | 1997-2024  |            |
| 1º         | Gregorius Manteiro, S.V.D. † | 1989-1997  |            |
| Bispos     |                              |            |            |
| 1º         | Gregorius Manteiro, S.V.D. † | 1967-1989  |            |